# Bronington
Bronington est un village et une communauté du borough de comté de Wrexham, au pays de Galles.

## Géographie
Bronington est situé dans le sud-est du borough de comté de Wrexham, près de la frontière anglaise, dans la région historique du Maelor Saesneg qui relevait jusqu'en 1974 du Flintshire. Il est traversé par la route A495 qui relie les villes d'Oswestry et Whitchurch. Cette dernière se trouve à 7 km à l'est de Bronington, en Angleterre.
La communauté de Bronington comprend aussi les villages et hameaux de Fenn's Bank (cy) et Redbrook (cy).

## Démographie
Au recensement de 2011, la communauté de Bronington comptait 1 242 habitants.